# Koringberg
Koringberg is een dorp in de Zuid-Afrikaanse provincie West-Kaap. Koringberg behoort tot de gemeente Swartland dat onderdeel van het district Weskus is.